# Convention sur la conservation de la faune et la flore marines de l'Antarctique
- États signataires ayant ratifiés
- États non-signataire ayant par la suite accédé à la Convention

La Convention sur la conservation de la faune et la flore marines de l'Antarctique (Convention on the Conservation of Antarctic Marine Living Resources en anglais, communément appelée CCAMLR que l'on prononce « kammelar ») est entrée en vigueur en 1982, dans le cadre du Système du Traité sur l'Antarctique, en vertu de l'Article IX du Traité. Elle est issue des travaux de la conférence de Canberra tenue en mai 1980, d'où son autre appellation de Convention de Canberra.

## Objectif de la Convention
La Convention a pour objectif la conservation des ressources marines vivantes de l'Antarctique, en grande partie en raison des craintes selon lesquelles une augmentation des prises de krill dans l' océan Austral pourrait avoir un impact sérieux sur les populations d'autres espèces marines qui dépendent du krill pour leur alimentation. Elle couvre une très grande zone qui comprend l'Océan Austral (voir carte).

## Fonctionnement
Une Commission, définie par la Convention, gère les ressources marines vivantes de la région ; son siège est situé en Australie à Hobart (Tasmanie). Elle dispose d'un secrétariat et d'un comité scientifique.

## États faisant partie de la Convention
27 états sont adhérents et membres de la CCAMLR : Afrique du Sud, Allemagne, Argentine, Australie, Belgique, Brésil, Chili, Chine, Corée du Sud,  Équateur, Espagne, États-Unis, France, Inde, Italie, Japon, Namibie, Norvège, Nouvelle-Zélande, Pays-Bas, Pologne, Royaume-Uni, Fédération de Russie, Suède, Ukraine, Union européenne, Uruguay.  
Et 10 états sont seulement adhérents : Bulgarie, Canada, îles Cook, Finlande, Grèce, Maurice, Pakistan, Panama, Pérou, Vanuatu. 